# Voda života
Voda života (fr. eau-de-vie) je veoma čista i prozirna, dva puta fermentisana voćna rakija. Voćni ukus je tipično veoma slab. U zemljama engleskog govornog područja voda života se proizvodi i od drugog voća osim grožđa. Slični nazivi i prevodi vode života se razlikuju od mesta do mesta i od voća koje se koristi za proizvodnju. Iako je naziv eau de vie francuski termin, slični produkti se proizvode i u drugim zemljama: nemački šnaps, bugarska rakija, turski raki, rumunska tuika, češka i slovačka palenka, mađarska palinka i gruzijska čača. Na francuskom termin eau-de-vie je generalno naziv za destilovano alkoholno piće. Pravilan francuski naziv za voćne rakije je фр. eau-de-vie de fruit, dok naziv фр. eau-de-vie de vin označava brendi, kao i nekoliko drugih kategorija alkoholnih pića (destilovanih od usitnjenog voća, vinskog taloga, piva, žitarica, itd). Pravno su definisane kao voda života na sličan način. Mnogi proizvodi koji su napravljeni od voća, vina, usitnjenog voća ili raži imaju zaštićenu oznaku porekla u okviru Evropske unije.

## Proizvodnja
Proizvodači ovog bogovskog pića se trude da biraju samo najbolje, neoštećeno i najkvalitetnije voće bilo da ga proizvode od jabuka, krušaka, šljiva ili borovnica. Berba se na velikim plantažama obavlja isključivo ručno i pomno se prati svaki korak proizvodnje. 
Zrelo voće fermentira (šećer se nikada ne dodaje) i posle nedelju dana vrši se dvostruka destilacija i odvaja se isključivo najbolji alkohol od 85%, koji u tom trenutku ima malo ukusa a miris mora da bude potpuno neutralan. Odredjeno vreme provodi u inox cisternama (neki proizvodjači ostavljaju da odstoji od 3-5 godina a neki ga flaširaju posle jedne godine i brzo ga flaširaju da bi sačuvali svežinu i aromu matičnog ploda). Voda života obično ne odleži u drvenim buradima, pa zato i ima prozirnu boju.
Vreme flaširanja isključivo se odredjuje putem organo-leptičkog testiranja. 
Na krajnju cenu utiče svakako i podatak da se za proizvodnju ovog pića koristi četriri puta vise voća jer se odvaja isključivo najkvalitetnije voće.

## Sorte
Neki uobičajeni ukusi su фр. eau-de-vie de poire poznatije kao Kruška Viljamovka, zatim ako je napravljena od фр. eau-de-vie de pomme – Jabukovača, фр. eau-de-vie de mirabelle – Šljivovica, kao i фр. eau-de-vie de peche – Kajsijevača. 
Dok većina voda života iz alpskih regiona Evrope samo kratko odležava u staklenim posudama, drugi odležavaju duže u drvenim buradima do flaširanja. фр. Calvados, piće napravljeno od jabuka iz severozapadne Francuske je po zakonu obavezan da provede najmanje dve godine u drvenom buretu, a većina proizvodjača takodje nudi mnogo starije proizvode na tržištima (po 20 godina i starije). Neke šljivovice takođe odležavaju u drvenim buradima dobijajući zlatnu ili boju ćilibara kao i neke dodatne ukuse. 
Na Karibima енгл. Union Jake proizvodi vodu života od tropskog voća, uključujući banane, zlatne jabuke, guava, mango, ananas, sapodilu i lokalni med. 
Takođe se može odnositi i na енгл. maple water of life napravljen od javorovog sirupa.

## Serviranje
Može se poslužiti na nekoliko načina. Obično se služi kao digestiv. Količina tečnosti u čaši je obično od 0,3ml. do 0,6ml. u zavisnosti od visine alkohola koju voda života sadrži. Mada se može i piti i posle obroka. Obično se služi u čašama u obliku lale koje su široke na dnu i sužavaju se do vrha.